# Oryzoideae
Oryzoideae — підродина справжніх трав родини злакових Poaceae. Він нараховує близько 120 видів у 19 родах, зокрема в тому числі головну зернову культуру рис. У травах ця підродина є однією з трьох, що належать до багатовидової клади BOP, усі з яких використовують фотосинтез C3; це базальна лінія клади.
Містить чотири триби та один рід неясного положення (incertae sedis): Suddia (імовірно належить до триби Phyllorachideae). Філогенетичний аналіз дозволив визначити порядок розгалуження цих клад в межах підродини:
|  | Бамбукові (Bambusoideae) |
|  |                          |
|  | Мітлицевидні (Pooideae)  |
|  |                          |

|  | Ehrharteae                                                  |
|  |                                                             |
|  | \| \| Phyllorachideae \| \| \| \| \| \| Oryzeae \| \| \| \| |
|  |                                                             |
|  | Phyllorachideae                                             |
|  |                                                             |
|  | Oryzeae                                                     |
|  |                                                             |

|  | Phyllorachideae |
|  |                 |
|  | Oryzeae         |
|  |                 |

|  | Ehrharteae                                                  |
|  |                                                             |
|  | \| \| Phyllorachideae \| \| \| \| \| \| Oryzeae \| \| \| \| |
|  |                                                             |
|  | Phyllorachideae                                             |
|  |                                                             |
|  | Oryzeae                                                     |
|  |                                                             |

|  | Phyllorachideae |
|  |                 |
|  | Oryzeae         |
|  |                 |